# Agatocle (nipote di Agatocle di Siracusa)
Agatocle (in greco antico: Ἀγαθοκλῆς?, Agathoklḕs; fl. III secolo a.C.) è stato un nobile egizio e, tramite la madre, era legato alla dinastia tolemaica.

## Genealogia

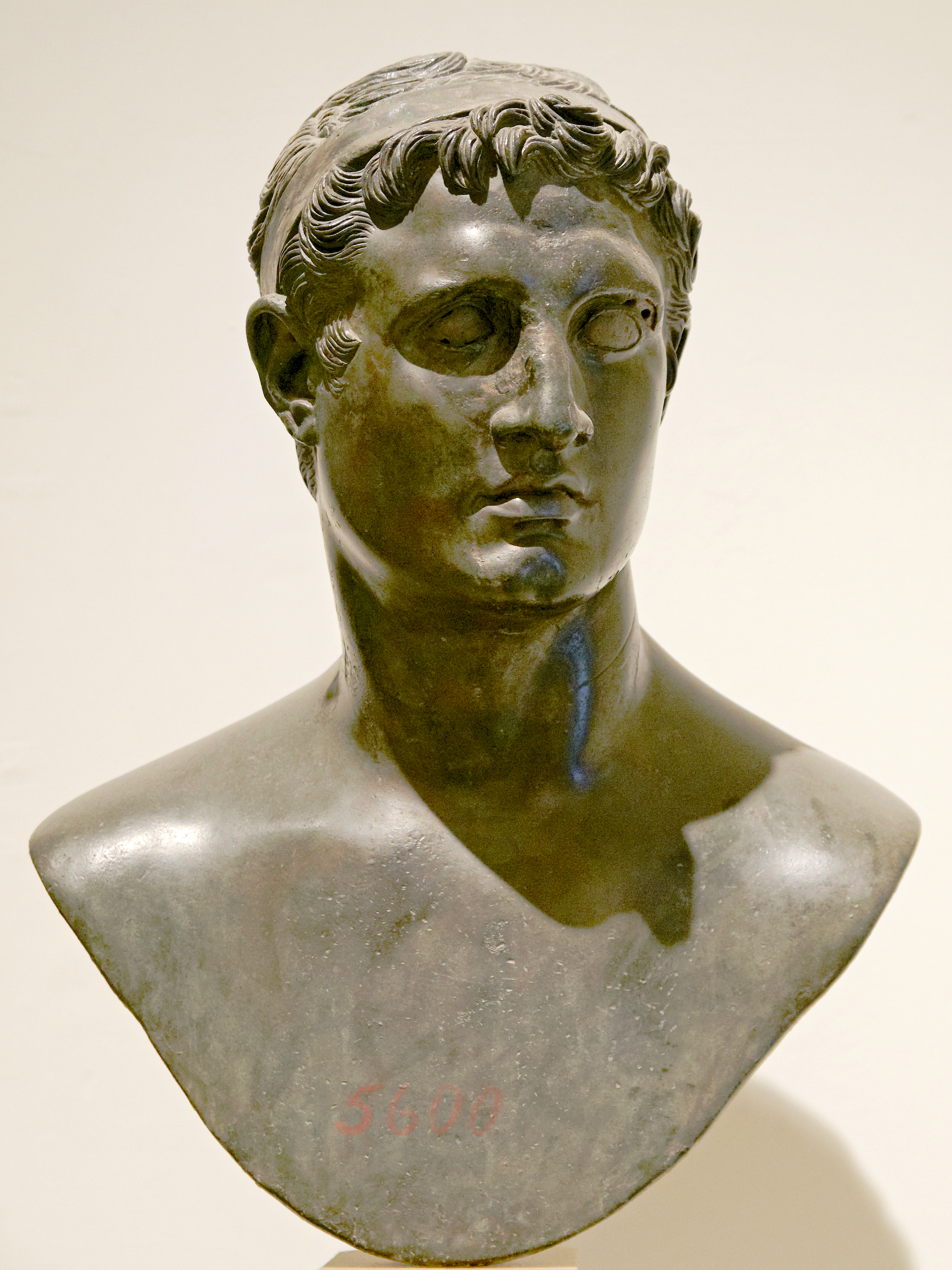
Busto del faraone Tolomeo II, zio di Agatocle (Museo archeologico nazionale, Napoli)

Agatocle era il secondo figlio nato da Teossena d'Egitto e da un padre sconosciuto, il cui nome è andato perso assieme a quello del fratello maggiore. Il suo nonno materno era Agatocle, tiranno di Siracusa che in seguito divenne re di Sicilia, mentre la nonna materna era Teossena, una nobildonna greco-macedone sorellastra del faraone greco-egizio Tolomeo II, che regnò tra il 283 ed il 246 a.C.

## Biografia
Agatocle nacque e crebbe in Egitto, forse ad Alessandria. Non si conosce il giorno esatto della nascita, ma avvenne alla fine del regno di Tolomeo I (305 - 283 a.C.) o durante quello del prozio materno Tolomeo II. In qualche momento, durante il regno di Tolomeo II, la madre fu bandita dallo zio che la mandò a Tebaide, o forse a Copto dato che aveva accusato ingiustamente Tolomeo II. I nomi delle persone coinvolte sono andati persi, essendo scritti su papiri danneggiati dal tempo. Potrebbe essere cronologicamente plausibile che l'esilio della madre fosse legato a quello di Arsinoe I, prima moglie di Tolomeo II, che egli esiliò nel 274/273 a.C.
Nonostante Agatocle fosse un nobile tolemaico, si conosce poco della sua vita. Sposò una nobildonna egizio-greca di origine oscure; da identificare probabilmente in Enante, della quale potrebbe essere stato il primo marito. Oenante fu la madre di due famose figure della corte tolemaica: Agatocle, reggente di Tolomeo V e vero padrone dell'Egitto fino alla sua uccisione; Agatoclea, donna di notevole bellezza, immischiata anch'essa come il fratello nelle lotte di potere dei faraoni tolemaici. 
L'Agatocle nipote del tiranno di Siracusa sarebbe stato padre di quattro figli: oltre ai sopracitati Agatocle e Agatoclea, il nome degli altri due figli rimane sconosciuto.